# Kenny Drew
Kenneth Sidney (Kenny) Drew (ur. 28 sierpnia 1928 w Nowym Jorku, zm. 4 sierpnia 1993 w Kopenhadze) – amerykański pianista jazzowy.
Nagrywał z Howardem McGhee (1949), a następnie z Buddym DeFranco, Colemanem Hawkinsem, Miltem Jacksonem, Charlie Parkerem, Buddym Richem i Dinah Washington. W latach 50. dokonał wielu nagrań jako leader. Uczestniczył w nagraniu płyty Johna Coltrane'a Blue Train.
W 1961 wyjechał do Europy i osiadł w Kopenhadze. Nagrał tam wiele płyt, m.in. z Nielsem-Henningiem Ørstedem Pedersenem. Występował też w Polsce, na Międzynarodowym Festiwalu Pianistów Jazzowych w Kaliszu, gdzie nagrał płytę. Zmarł w Kopenhadze i jest pochowany na tamtejszym Assistens Kirkegård. Jego syn Kenny Drew Jr jest także znanym pianistą jazzowym.

## Wybrana dyskografia
- "Kenny Drew Trio (1956) (z Paulem Chambersem i Phillym Joe Jonesem)
- Undercurrent (1960)
- Home Is Where The Soul Is (1978)
- For Sure! ((1978)
- The Falling Leaves (1990)
- Cleopatra's Dream (1992)